# 言詞謬誤
言詞謬誤（英文：Verbal fallacies）是泛指各式語意混亂造成的不恰當論證，言詞謬誤可能是因為詞語或者句子有語義上或者語用上的解讀差異造成；解讀差異又可以細分為有多種明確解讀的歧義及無法明確解讀的含糊。

## 言詞謬誤的分類
香港哲學家李天命總結語言有三大語害：語意曖味、言辭空廢、概念滑轉，跟含糊、廢話、歧義相近似，但並非完全相同。
語害是言論或話語中的陷阱，不一定是謬誤，但經常容易造成誤會、誤解，有時也因此產生錯誤推理，兩者有密切關係。因此語害通常是應留意及避免的。

### 含糊
含糊或模糊（vagueness）是語意籠統，無法明確解讀成特定意思的現象。
例如某人接女友，女友說「再一下子就好」，結果男友等了二十分鐘，抱怨連連。男友心想：「一下子一般指一兩分鐘的事，怎麼這麼久！」，女友心想：「很多人化妝要一小時，化妝二十分鐘算很快了」。這便是因為「一下子」不明確所致。
或如「年輕人」，究竟是指年齡年輕？或是心態年輕？年輕的年齡是幾歲到幾歲？並無明確定義。
以下謬誤或現象皆與含糊有關：
- 假精確：將實際上不精確的測量，描述地像是精確。
- 劃界謬誤：主張由於某概念無法精確定義，因此該概念無意義。
- 洛基的賭注
- 具體化謬誤：將抽象事物當做具體事物，套用相關的動作、描述，令人不明所以。
- 兩面討好：將言論說得不清不楚，讓不同想法的人各自解讀都通。

### 歧義
歧義或概念滑轉是言論有多種解讀方式的現象，可源自於一詞多義、歧義句構（邏輯上常用轄域分析）、加重語氣及語境等因素，有時可解讀為歧義謬誤。
歧義謬誤即是因語言歧義造成的不當推理。
以下謬誤或現象皆與歧義有關：
- 中詞歧義
- 沒有真正的蘇格蘭人
- 壓倒性例外
- 定義家謬誤
- 自然主義謬誤
- 道德主義謬誤
- 轄域謬誤
- 語境去除
- 斷章取義

### 廢話
廢話是無資訊價值、對主題沒有幫助的話。
廢話謬誤是與使用廢話相關的不當推理或誤導。

## 外部連結
- （英文）Logical Fallacies in Scientific Writing （页面存档备份，存于）
- （英文）applied logic （页面存档备份，存于）
- （英文）Verbal fallacies （页面存档备份，存于）